# Osteospermum elsieae
Osteospermum elsieae là một loài thực vật có hoa trong họ Cúc. Loài này được Norl. mô tả khoa học đầu tiên năm 1960.